# Gretel & Hansel
Gretel & Hansel (Brasil: Maria e João - O Conto das Bruxas; Portugal: Gretel & Hansel) é um filme irlando-canado-americano de 2020, dos gêneros terror, suspense e fantasia, dirigido por Oz Perkins, com roteiro de Rob Hayes baseado no conto de fadas Hänsel und Gretel, dos irmãos Grimm.

## Elenco
- Sophia Lillis como Maria (Gretel)
- Alice Krige como Holda
- Jessica De Gouw como Holda Jovem
- Charles Babalola como O caçador
- Samuel Leakey como João (Hansel)
- Ian Kenny como Cavaleiro
- Abdul Alshareef como Cavaleiro
- Manuel Pombo como Cavaleiro
- Beatrix Perkins como Clicky